# 皮利什圣凯赖斯特
皮利什圣凯赖斯特（匈牙利語：Pilisszentkereszt）是匈牙利佩斯州所辖的一个村。总面积17.21平方公里，总人口2288，人口密度132.9人/平方公里（2011年1月1日）。